# Ветлачихинский пруд
Ветлачихинский пруд (также Етлачихинский пруд) — пруд у истока реки Ветлачиха (Етлачиха), притока Ертарки (бассейн Пышмы). Расположен в юго-западной части Тугулымского городского округа Свердловской области, у границы с Курганской областью, в 4 километрах южнее посёлка Ертарский.
Площадь пруда 0,1 км², уровень уреза воды 98,5 м над уровнем моря. В государственном водном реестре имеет два номера: 14010502221299000000070 и 14010502211199000000180.
Пруд расположен в живописной лесной местности. Здесь находилась охотничья заимка уральского предпринимателя Альфонса Фомича Козелл-Поклевского. С 1913 года на берегу сохранились посадки лиственниц.

## Охранный статус
Пруд с окружающими лесами — гидрологический и исторический памятник природы. Охраняемая площадь 227 га в кв. 231 и 227 Ертарского лесничества Тугулымского лесхоза.